# Archyp Ljulka

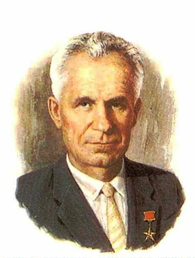
Porträt Archyp Ljulkas

Grabmal Ljulkas auf dem Nowodewitschi-Friedhof in Moskau

Archyp Mychajlowytsch Ljulka (ukrainisch und russisch Архип Михайлович Люлька; * 10. Märzjul. / 23. März 1908greg. in Sawarka bei Kanew, Gouvernement Kiew, Russisches Kaiserreich (heute Oblast Kiew, Ukraine); † 1. Juni 1984 in Moskau) war ein sowjetischer Strahltriebwerkskonstrukteur.

## Leben
Ljulka war ein „Dorfjunge“ aus der Nähe von Kiew; einer seiner Lehrer war der bekannte Mathematiker Mychajlo Krawtschuk. Er absolvierte 1931 das Polytechnische Institut in Kiew. Nach seinem Abschluss ging er in das Generatorenwerk nach Charkow und wechselte 1933 in das dortige Luftfahrtinstitut ChAI. 1934 begann er mit Forschungen zu einer Gasturbine und wurde 1937 Leiter seines eigenen Spezialkonstruktionsbüros (SKB-1), blieb aber zunächst noch bis 1939 am Institut. Am 22. April 1941 erhielt er ein Patent für sein erstes Mantelstromtriebwerk, das bereits über einen Axialverdichter verfügte. Im Mai 1941 war das als RD-1 bezeichnete Aggregat zu 70 % fertiggestellt. Aufgrund des Deutsch-Sowjetischen Krieges wurde der Bau jedoch unterbrochen, sein Konstruktionsbüro nach Leningrad ins Kirow-Werk verlagert und mit anderen, für den Krieg schneller zu Ergebnissen führenden Entwicklungen betraut. Anschließend wechselte Ljulka mehrfach in verschiedene Forschungsabteilungen und Entwicklungsbüros. 1943/44 konstruierte Ljulka das Triebwerk S-18 und wurde währenddessen zum Leiter einer eigens geschaffenen Abteilung für Triebwerksentwicklung ernannt. Nach zweijähriger Erprobung ging aus dem S-18 das erste serienreife sowjetische Strahltriebwerk TR-1 hervor, dass 1947 in einigen der ersten Strahlflugzeuge der Sowjetunion wie der Su-11 und der IL-22 getestet wurde.
1946 wurde Ljulka zum Generalkonstrukteur seines neueröffneten OKB-165 für Flugzeugtriebwerke mit Sitz im Moskauer Werk Nr. 45 ernannt, wo zunächst die Lizenzproduktion des WK-1 aufgenommen wurde. Im Folgenden konstruierte er mit seinem Kollektiv eine Anzahl von eigenen Strahltriebwerken, die unter anderem dort produziert wurden.
1958 wurde ihm die Doktorwürde verliehen, 1960 wurde er korrespondierendes Mitglied, 1968 vollwertiges Mitglied der Sowjetischen Akademie der Wissenschaften und erhielt neben anderen Auszeichnungen dreimal den Leninorden, zweimal den Staatspreis (1948 und 1951), den Orden der Oktoberrevolution und 1957 den Titel Held der sozialistischen Arbeit.
In den 1960er Jahren war Ljulka auch in das Mondflugprogramm der UdSSR eingebunden, wurde jedoch letztlich nicht berücksichtigt.

## Triebwerke des KB Ljulka (heute NPO Saturn)
- AL-7 (TR-7) für die Suchoi Su-9 und Su-11
- AL-21 für die Su-22 und Su-24
- AL-31 für die Su-27 und Su-30
- AL-41 für die MiG 1.44